# KZ-Außenlager Neugraben

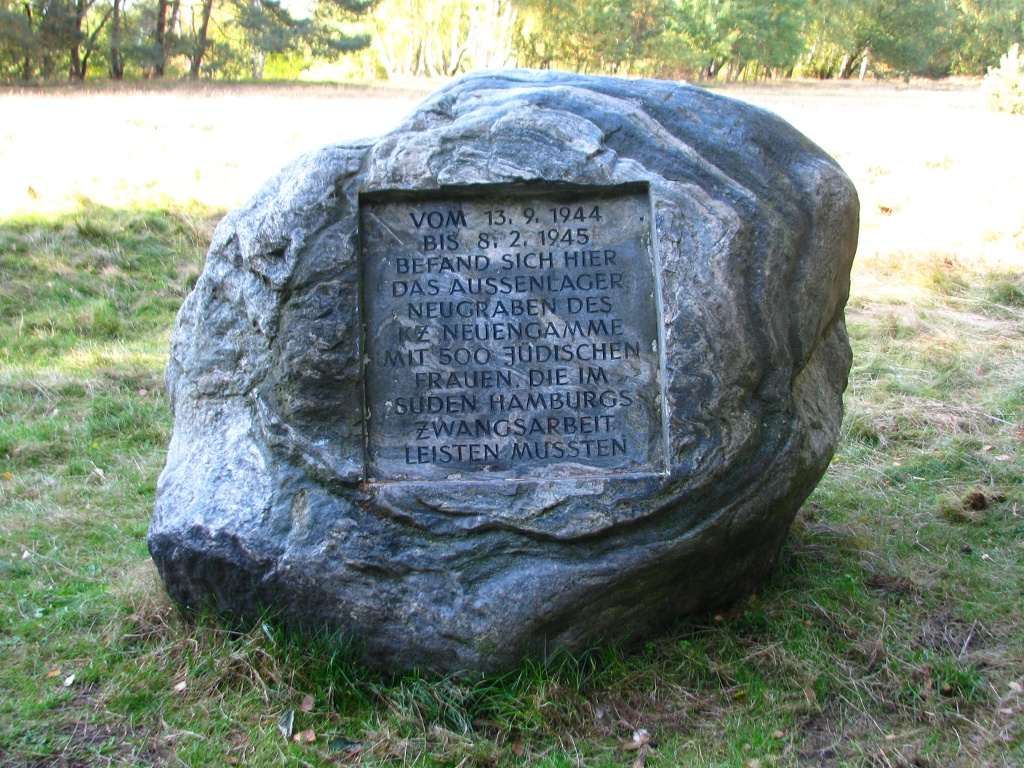
Gedenkstein

Das KZ-Außenlager Neugraben (auch Außenkommando Neugraben) in Hamburg-Neugraben-Fischbek war von September 1944 bis Februar 1945 eines der 86 Außenlager des KZ Neuengamme für weibliche Häftlinge. De jure lag es jedoch auf dem heutigen Gebiet von Hamburg-Hausbruch, da dieses seit 1951 an der Stelle östlich des Falkenbergsweges beginnt.

## Geschichte
Das Neugrabener KZ-Außenlager am Falkenbergsweg war vom 13. September 1944 bis zum 8. Februar 1945 eines der 86 Außenlager des KZ Neuengamme. Auf dem Gelände des Außenlagers befanden sich zwei Arbeitslager; ein Lager auf einer Anhöhe, in denen 1943 italienische Militärinternierte untergebracht wurden und ein Arbeitslager am Fuße der Anhöhe für männliche Zwangsarbeiter, vielfach erst Anfang zwanzig, nicht verheiratet und hauptsächlich aus Frankreich, Belgien und den Niederlanden stammend. Das kleine Lager im oberen Teil wurde Ende 1943 für italienische Militärinternierte, die für den Bau der Plattenhäuser eingesetzt wurden, errichtet. Die Firma August Prien, die als Generalunternehmer für den Behelfsheimbau tätig war, belegte das Lager mit 500 italienischen Militärinternierten. Im Sommer 1944 wurde der Lagerkomplex geräumt; über den Verbleib der italienischen Militärinternierten danach ist nichts Näheres bekannt.

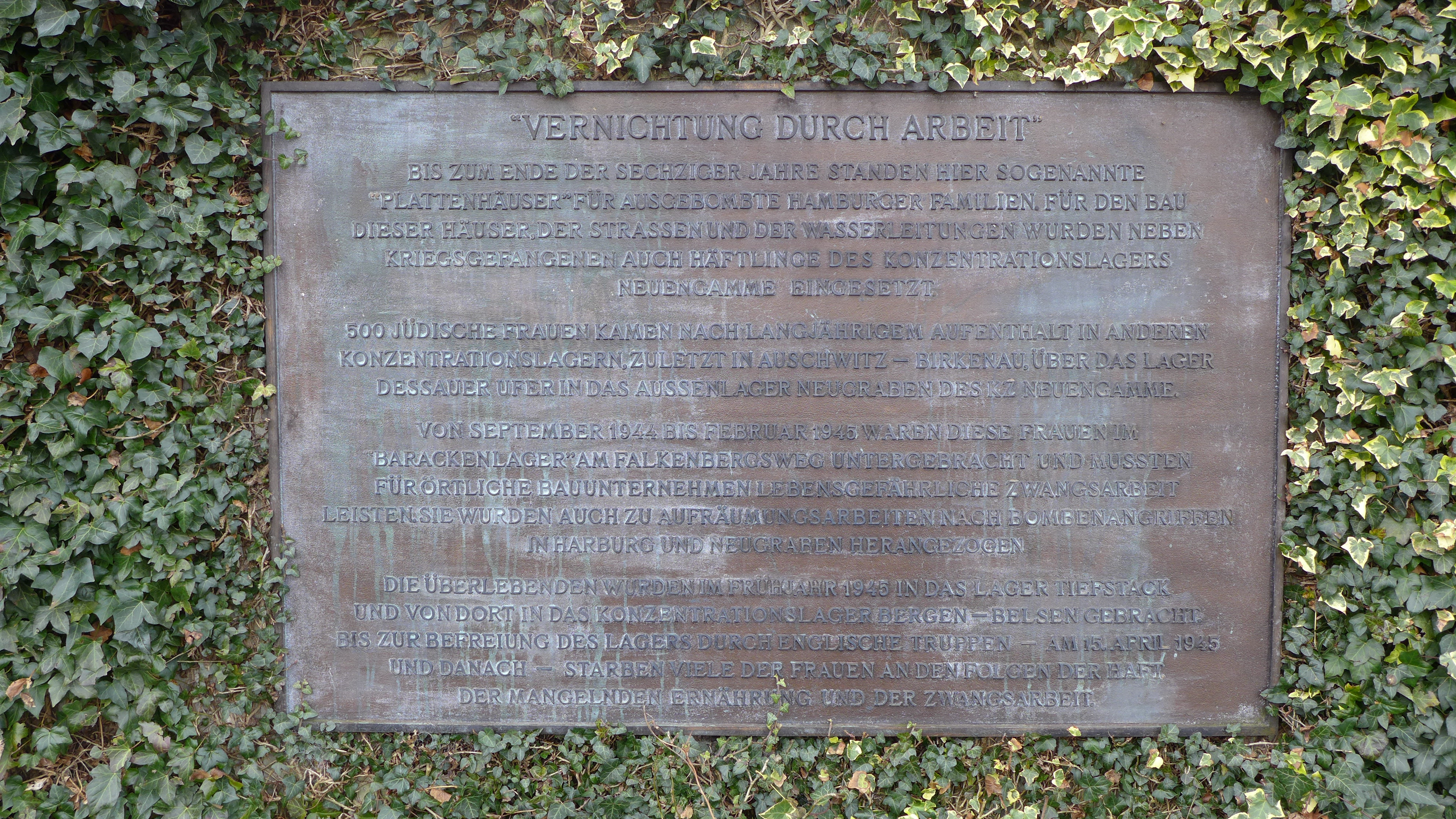
Gedenktafel „Vernichtung durch Arbeit“ am Einwohnermeldeamt Hamburg Süderelbe

In der Zeit vom 13. September 1944 bis zum 8. Februar 1945 wurde das leerstehende Lager im oberen Bereich zu einem Frauenlager umgewandelt, in dem 500 junge jüdische Frauen, einige noch Mädchen, schwere Arbeit verrichten mussten. Von da an war dieser Lagerkomplex das Frauenaußenlager Neugraben des KZ Neuengamme. Die 500 tschechische Frauen waren zuvor nach der sogenannten „Selektion“ von SS-Ärzten als arbeitsfähig eingestuft worden und daher von Theresienstadt nach Auschwitz-Birkenau deportiert worden. Die Frauen, die dann von dort aus nach Hamburg transportiert wurden, kamen zunächst in das Lager Dessauer Ufer, einem Außenlager des Konzentrationslagers Neuengamme im Hamburger Stadtteil Veddel. Nach fünfmonatiger Haft im Außenlager Neugraben wurden sie ins Arbeitslager Tiefstack, ein weiteres Außenlager des KZ Neuengamme, gebracht. Mit der Abkommandierung der Frauen in das Außenlager Tiefstack wurde das Lager am 8. Februar 1945 wieder aufgelöst. Von dort aus wurden die inhaftierten Frauen im Zuge der Räumung des KZ Neuengamme und seiner Außenlager im April 1945 nach Bergen-Belsen verlegt, wo sie eine Woche später von britischen Truppen befreit wurden. Dennoch starben viele Gefangene, darunter auch einige, die im Winter 1944/45 in Neugraben inhaftiert waren, an den Folgen der ständigen Unterernährung.
Während ihrer Inhaftierung im Außenlager leisteten die Frauen Zwangsarbeit für verschiedene Firmen, wie zum Beispiel für die Firmen Prien, Wesseloh und Ziegelei Malo. Bei den Firmen Prien und Wesseloh wurden die Frauen beim Bau von Behelfswohnheimen und beim Wasserleitungs- und Straßenbau eingesetzt. Für die Ziegelei Malo stellten sie Fertigbauteile her. In den letzten Kriegsmonaten mussten die Frauen zusätzlich noch Aufräumarbeiten verrichten und beim Ausheben eines Panzergrabens helfen. Die Frauen mussten arbeiten, bis sie umfielen; Vernichtung durch Arbeit nannten die Nazis diese Lösung der Judenfrage.

## Standort des KZ Außenlagers Neugraben
Der Standort des KZ Außenlagers Neugraben war auf östlicher Seite des Falkenbergsweges und somit eigentlich auf Hausbrucher Gebiet, etwa 500 Meter südlich von der Cuxhavener Straße. Zwischen der Neugrabener Bahnhofsstraße und dem Falkenbergsweg lag das Gebiet der Plattenhaussiedlung, zu deren Erbauung auch die im KZ-Außenlager Neugraben inhaftierten Frauen eingesetzt waren. Bis zum Ende der 60er Jahre standen an diesem Ort die Plattenhäuser, in denen Hamburger Familien wohnten, die durch die Bombenangriffe im Krieg obdachlos geworden waren. Noch heute bestehen viele Häuser dort im Kern aus Elementen der Plattenhäuser.
Im Gegensatz zu den eigentlichen Konzentrationslagern befanden sich die Außenlager in Wohngebieten und somit in Sichtweite der Bevölkerung. Zweimal am Tag, morgens auf dem Weg zur Arbeit und abends auf dem Weg ins Lager zurück, zog die Reihe der ausgemergelten Frauen in zerlumpter KZ-Häftlingskleidung an den Häusern der Bewohner entlang. Niemand hätte eigentlich behaupten dürfen, er hätte von nichts gewusst und auch nie etwas gesehen, denn die Bewohner sahen die Frauen täglich in Neugraben arbeiten oder zur Arbeit marschieren.

## Kontakt der Häftlinge zur Neugrabener Bevölkerung
Der Kontakt zwischen Zivilisten und den KZ-Häftlingen war streng untersagt, es kam somit auf die Wachsamkeit und Einstellung der Bewacher an. Direkter Kontakt kam selten zustande, die Mehrheit der Bevölkerung hatte Angst oder kein Interesse. Obwohl es verboten war, wurden einige Frauen manchmal in die Küche eingeladen und bekamen eine warme Mahlzeit, manchmal versteckten Anwohner auch Essen bei den Arbeitsstellen hinter den Bäumen oder Mülleimern. Wer jedoch bei der Essensaufnahme oder bei einer Durchsuchung mit Essen erwischt wurde, dem drohten heftige Prügelstrafen im Lager. Generell wurde die Neugrabener Bevölkerung von den tschechischen Frauen als freundlich beschrieben.

## Haftbedingungen und Bewachung der Häftlinge
Zusätzlich zu den sehr anstrengenden Arbeiten, die die Frauen verrichten mussten, waren die Haftbedingungen grausam und lebensbedrohlich. Das Lager war in einem unhygienischen Zustand, es fungierte zuvor als Lager für italienische Kriegsgefangene. Die Toiletten waren oft verstopft und manchmal gab es kein Wasser zum Waschen.
Jeden Tag mussten sich die Frauen am frühen Morgen zum Zählappell auf dem Lagerplatz aufstellen, wonach sie unter Aufsicht von Aufsehern zu verschiedenen Arbeitsplätzen aufbrachen. Die Arbeitszeit betrug 12 Stunden täglich ohne Pause. Bei der Rückkehr untersuchten die KZ Aufseher die Frauen auf Lebensmittel, auch Bestrafungen gehörten zur Normalität des KZ-Lebens dazu.
In einem Raum mit den Maßen 6 × 4 Meter schliefen ca. 25 Frauen. Sie verbrachten die Nächte auf Holzbetten und hatten nur eine Decke. Die täglichen Mahlzeiten reichten zur Ernährung nicht aus. Zum Frühstück erhielten die Gefangenen eine Tasse wässrigen Kaffees, mittags gar nichts und zum Abendessen eine sehr dünne Suppe, ca. 200 g. Brot, 2 g Margarine und eine dünne Scheibe Wurst. Auch die Kleidung der Häftlinge war unzureichend für die Temperaturen im Winter 1944/45. Die Lagerkleidung bestand aus „einem Kleid, einem Mantel, einem Paar Holzpantoffel, einer Unterhose und einem Hemd. Da die Holzpantoffeln nicht robust waren, gingen sie schnell kaputt, weshalb viele Frauen keine Schuhe an den Füßen hatten, auch nicht im Winter. Strümpfe gab es nicht und nachts zum Schlafen gab es eine dünne Decke.“

## Misshandlung von Häftlingen
Die Bewachung der Häftlinge oblag bei Arbeitseinsätzen außerhalb des Lagers etwa 20 älteren männlichen Bewachern, innerhalb des Lagers sechs SS-Frauen als Aufseherinnen, unter ihnen die wegen ihres androgynen Erscheinungsbildes unter den Häftlingen „Bubi“ genannte Anneliese Kohlmann. Die Bewacher waren keine SS-Männer, sondern über fünfzig Jahre alte, ehemalige Zollbeamte, die im zerstörten Hamburger Hafen nichts mehr zu untersuchen hatten und die manchmal auch ein Auge zudrückten, wenn die Frauen etwas am Zaun zugesteckt bekamen. Die SS-Aufseherinnen waren jedoch besonders streng: „Sie ohrfeigten und schlugen die Frauen bei den kleinsten ‚Vergehen‘ am Arbeitsplatz (…). Der Lagerkommandant strafte während des Zählappells am Abend und in seinem Zimmer mit mindestens 25 Schlägen mit dem Lederriemen oder einem Gummischlauch.“
Erster Lagerleiter beziehungsweise Kommandoführer war anfangs SS-Untersturmführer Otto Schulz, ihm folgte in der Funktion am 18. Oktober 1944 Friedrich-Wilhelm Kliem bis zum Ende des Lagerbestehens nach. Kliem hielt eine Schreckensherrschaft im Lager: Er ließ die Frauen bewusst hungern, frieren und setzte gern „seine Peitsche mit Metallkugeln am Ende der Lederriemen“ zur Bestrafung und Disziplinierung der Frauen ein.

## Verurteilung des Neugrabener Lagerkommandanten
Am 18. März 1946 begann im Hamburger Curio-Haus der erste einer Reihe britischer Militärgerichtsprozesse. Mehrere nationalsozialistische Verbrechen wurden dort verhandelt. Angeklagt wurden neben den Wachmannschaften der Konzentrationslagers Neuengamme und Ravensbrück auch Aufseher des Arbeitserziehungslagers Nordmark in Kiel, des Gestapo-Gefängnisses in Fuhlsbüttel und auch Mitglieder der Bewacher und SS-Aufseherinnen des Außenlagers Neugraben am Falkenbergsweg.
Letzteren wurde die Misshandlung von KZ-Häftlingen zur Last gelegt. Sämtliche Angeklagte plädierten auf nichtschuldig. Bei den Angeklagten des Lagers Neugraben gab es zehn Verurteilungen und fünf Freisprüche. Ein Großteil der Verurteilten verbüßte seine Freiheitsstrafe im Gefängnis Fuhlsbüttel. Der Lagerkommandant Kliem erhielt 15 Jahre Freiheitsstrafe wegen Misshandlung von Häftlingen und verblieb bis 1955 im Gefängnis Werl.

## Das Gelände des ehemaligen KZ Außenlagers Neugraben nach 1945 und heute
Nach Kriegsende kehrten die Nord- und westeuropäischen Zwangsarbeiter in ihre Heimat zurück. Andere Menschen, die in den Kriegsjahren im KZ-Außenlager Neugraben gelebt hatten und nun als Displaced Persons galten, wohnten weiterhin in den Baracken des ehemaligen KZ Außenlagers. Ukrainer und Belarussen, die für die deutsche Kriegswirtschaft gearbeitet hatten, zogen in die freiwerdenden Baracken, weil sie nicht in ihre inzwischen von Stalin beherrschen Länder zurückkehren wollten. Da in der zerstörten Stadt Wohnraum knapp war, zogen u. a. auch Butenhamburger, Hamburger Familien, die während des Krieges evakuiert wurden und nun in ihre Heimat zurückkehrten, in die Baracken des ehemaligen Außenlagers. Das Außenlager wurde nun offiziell als „Wohnunterkunft Falkenbergsweg“ bezeichnet, in der in den 60er Jahren durchschnittlich 750 Menschen lebten. Die ehemalige SS-Baracke im oberen Lager wurde zu einem Kindertagesheim umfunktioniert. Im Jahr 1976 wurde das Lager abgerissen.
Heute steht an der Stelle, wo sich das Außenlager für die 500 jüdischen Insassen befand, ein Gedenkstein. Dieser Stein wurde mehrfach beschädigt und die darauf befestigte Gedenktafel etliche Male entfernt. Daher wurde am Ortsamt von Neugraben 1992 eine Gedenktafel angebracht. Auf dem Gelände befinden sich noch Überreste der Baracken, die Baracken selbst stehen aber nicht mehr.

## Ehemals inhaftierte jüdische Frauen im KZ-Außenlager Neugraben
- Anna Dawidowicz[6]
- Erika Dawidowicz[7]
- Ruth Frischmannová[8]
- Zuzana Glaserová[9]
- Margit Hermannova[10]
- Ruth Kemmeny[11]
- Edith Kraus[12][13][14]
- Dagmar Lieblová[15]
- Nina Müller[16]
- Elisabeth Polach[17]
- Amelie Rosenbluth
- Melitta Stein
- Alice Weilová[18]
- Eva Weilová[19]
- Susi Weiss[20]
- Lili Wertheimer[21]
- Hana (Hanka) Wertheimer[22]